# 原田俊夫
原田 俊夫（はらだ としお、1920年8月15日- 2010年3月22日）は、日本の経営学者、商学博士。
早稲田大学教授、明治大学・千葉商科大学非常勤講師、白鷗大学及び白鷗女子短期大学学長・教授、通産省登録中小企業診断士試験委員、通産省・農水省商品取引所審議会委員、東京都大規模小売店審議会委員他を歴任
専門は商業学、マーケティング、経営統計学、流通論、配給論

## 生涯[4]
東京市根岸小学校（現・台東区立根岸小学校）、東京開成中学校（現・開成中学校・高等学校）、第二早稲田高等学院（現・早稲田大学高等学院・中学部）を経て、1943年9月、早稲田大学商学部卒業。1943年10月、早稲田大学大学院(旧制)に在学、早稲田大学商学部助手。1946年4月 早稲田大学(商学部)専任講師。1949年4月 早稲田大学助教授。1953年4月 早稲田大学教授。1965年7月 商学博士の学位。1970年9月 早稲田大学商学部長。1972年10月 早稲田大学産業経営研究センター所長。1974年9月 早稲田大学産業経営研究所初代所長。1976年9月 早稲田大学大学院商学研究科委員長。1978年11月 早稲田大学システム科学研究所長。1991年3月 早稲田大学を定年退職。1991年4月 白鴎大学及び白鴎女子短期大学学長。1991年6月、早稲田大学名誉教授。1997年4月、白鴎大学及び白鴎女子短期大学部名誉学長。

## 叙勲
- 1996年11月 勲三等旭日中綬章を受章[8]

## 著書

### 単独執筆による著書・テキスト
- 『配給経済の理論』 A5判 137頁 前野書店 1949年
- 『商業計算並二経済学二応用サレル数学』 B5判 207頁 前野書店 1950年
- 『配給経済概論』 A5判 360頁 (日本商業学会賞受賞) 前野書店 1950年
- 『商店経営の諸問題』 A5判 313頁 前野書店 1953年
- 『商業の形態と経営』 A5判 432頁 前野書店 1954年 (日本商業学会賞受賞)
- 『マーケティング』 A5判 515頁 前野書店
- 『マーケティングの考え方・進め方』 A5判 427頁 同文舘  (日本商業学会賞受賞)
- 『商店財務の見方と活用の仕方』 B6判 22頁 日本商工会議所 1962年
- 『販売管理』 A5判 44頁 全国地方銀行協会 1963年
- 『マーケティング』 A5判 40頁 全国地方銀行協会
- 『マーケティング・テクニックス』 A5判 561頁 同文舘 1964年 (商学博士学位請求論文)
- 『セールス・プロモーション』 A5判 45頁 全国地方銀行協会
- 『マーケティングー取引の理論と実際一』 A5判 378頁 前野書店
- 『マーケティングの進め方一利益計画のたて方一』 A5判 38頁 広島経営サービスセンター 1966年
- 『計画手法』 A5判 216頁 公開経営指導協会 1966年
- 『市場調査』 B5判 55頁 企業経営通信学院 1967年
- 『商品予算の編成と運用』 B6判 163頁 同文舘 1967年
- 『仕入と販売の役割』 B5判 97頁 企業経営通信学院 1969年
- 『市場調査の原理と実際』 B5判 43頁 日本販売技能士協会 1970年
- 『仕入管理』 B5判 73頁 企業経営通信学院 1971年
- 『営業の役割と実務』 B5判 99頁 経営通信学院 1972年
- 『これからの販売割当における注意点一地域別割当を中心に一 』 B5判 47頁 販売実務協会 1973年
- 『マーチャンダイジング』 A5判 62頁 全国地方銀行協会 1973年
- 『現代マーケティングI』 A5判 366頁 同文舘 1976年
- 『銀行員の企業経営入門』 B6判 69頁 全国地方銀行協会 1976年
- 『仕入管理』 B5判 120頁 企業経営通信学院 1976年
- 『仕入管理』 B5判 239頁 産業能率短期大学 1977年
- 『銀行員の企業経営入門(改訂版 )B6判 71頁 全国地方銀行協会 1977年
- 『調査資料のまとめ方一そのグラフ化と計算基礎一 』 B6判 75頁 全国地方銀行協会 1978年
- 『仕入診断』 A5判 468頁 ビジネス教育出版 社 1979年
- 『仕入管理 (改訂版 )B5判 238頁 産業能率短期大学 1986年
- 『思い出の旅路一マーケティング要約編一』 A5判 145頁 前野書店 1990年
- 『マーケティング計画一その検討課題と運用一(第6版)』 A5判 320頁 前野書店 1993年

### 共著・編著
- 原田俊夫・宇野政雄・清水晶編『マーケティング・ハンドブック』同文舘 1961年
- 原田俊夫・出牛正芳・三上晋著 『市場調査の原理と実際』同文舘 1962年
- 原田俊夫・清水晶編著 『マーケティング通論』 同文舘 1967年
- 原田俊夫・久保村隆祐編著 『商業学を学ぶ』 有斐閣 1973年
- 原田俊夫・清水滋著 『仕入管理』 企業経営通信学院 1973年
- 原田俊夫・加藤孝・稲川宮雄編著 『小売店経営の実務相談』 有斐閣 1973年
- 原田俊夫・出牛正芳・板倉徳明編著 『企業経営基礎コース』全国地方銀行協会 1976年
- 原田俊夫・原田一郎著 『イノベイティブ販売戦略』ダイヤモンド社 1982年
- 原田俊夫・久保村隆祐編著 『商業学を学ぶ』(第2版 ) 有斐閣 1984年
- 原田俊夫・原田一郎著』 A5判 747頁 『マーケティングーその考え方とまとめ方一』同文舘 1984年
- 原田俊夫・原田一郎著A5判 432頁 第16版 『現代マーケティングーその流通機構と運営一』前野書店 1992年